# تربوتین
تربوتین (به صربی: Trebotin) یک منطقهٔ مسکونی در صربستان است که در کروشواتس واقع شده‌است. تربوتین ۶۸۱ نفر جمعیت دارد.